# Ciro Fadda
Ciro Fadda (l'Alguer, 1932 - l'Alguer, 4 de maig del 2022) és estat un musicant alguerés i estudiós de la cultura popular i de la tradició musical de l'Alguer, així com de les sues relacions culturals amb los demés territoris dels Països Catalans. Ha publicat obres de gran abast per a la preservació de la tradició històrica d'aqueixa ciutat, sobretot les col·leccions Xistos Algueresos (1975) i Guiterres i Mandolins. Antologia de la cançó algueresa (2009).
Per la sua llarga contribució, és estat reconeixut per la Institució de les Lletres Catalanes en 1991, amb lo Premi Pino Piras organitzat lo 2009 per la sua acció en favor de la llengua catalana de l'Alguer (atorgat per l'Associazione Culturale Cabirol i l'Associazione Culturale Chichimeca) i, un decenni després, amb lo guardó comunal Fidelitat a l'Alguer per a les personalitats més distinguides pel que fa a lo valoriment cultural i lingüístic local.

## Trajectòria
Especialitzat en la mandolina, Fadda ha musicat diverses cançons de la cantant algueresa Franca Masu, com ara Carreronet, Cor meu i Set —totes corresponents a l'àlbum Alguimia (2003)— i també lo poema Cor meu del militar i poeta alguerés Rafael Catardi i Arca. També ha cofundat l'emissora Radio Sigma (activa en lo sècul xx però ja esparida en lo xxi) i en la qual ha proposat i creat programes de sensibilització i difusió de la música i la parla alguereses. Lo 2009 ha editat l'obra Guiterres i Mandolins. Antologia de la cançó algueresa, una extensa antologia que documenta de modo únic més d'un miliar de composicions i quasi dos-cents textos musicals propis de l'Alguer, diversos dels quals plenament complets amb la sua corresponent partitura. Aqueixa edició és estat publicada per l'Obra Cultural de l'Alguer i l'Escola d'Alguerés Pascual Scanu. És considerada una obra fondamental i única per a la sobrevivència bibliogràfica de la història musical algueresa, que aprofundeix en tots los períodes històrics de la ciutat durant més d'un sècul i repassa capítols clau com la primera comèdia musical de la història en català alguerés: Lo Sidaddu.
La contribució musical de Ciro Fadda és reconeixuda gràcies a iniciatives com lo Festival de la Cançó Algueresa i, ja en lo sècul xxi, amb adveniments com la Mostra de la Música Algueresa, lo festival de cançó d'autor BarnaSants o actes d'àmbit comunal com La Nostra Cançó. També ha exercit de director de la Coral de l'Escola d'Alguerés Pascual Scanu. Endemés, la sua tasca cultural s'és assai centrada durant decennis en lo recull de la tradició humorística i dels xistos. L'any 1972 ha rebut lo primer premi del guardó «Xiú Terrat» dels Jocs Florals de l'Alguer pel seu recull no venal intitulat Cistus algaresus. Més endavant ha publicat una primera versió lo 1975 i, posteriorment, lo 1989 ha publicat Xistos Algueresos, que és estat reeditat en 1996.
Lo premi més emergent en la trajectòria de Fadda és estat lo març de 2022, quan lo comú de l'Alguer li ha reconeixut amb lo distintiu Fidelitat a l'Alguer per raó de «les sues nombroses activitats a favor de la protecció, promoció i millora de la llengua catalana de l'Alguer en lo cicle de la seva fecunda tasca com a erudit, musicant i investigador» i alhora «per l'empenyo i la profunda dedicació en la difusió de la cultura i les tradicions, també en relació amb Catalunya i el món de la cultura catalana, té plenament dret als mèrits que s'esperen per al llibrament del reconeixement». Dos mesos després d'aqueixa distinció, Ciro Madda ha mort a la sua ciutat natal el 4 de maig del 2022, a 89 anys.